# Ratchet & Clank (seria)
Ratchet & Clank – seria gier zręcznościowych wyprodukowanych przez Insomniac Games i wydawanych początkowo na konsolę PlayStation 2, później również na konsolę PlayStation 3 przez Sony Computer Entertainment. Pierwsza część miała światową premierę 4 listopada 2002.
Seria liczy pięć części gry na PlayStation 2 (w tym jeden tzw. spin-off z konsoli PlayStation Portable), sześć części na PlayStation 3 oraz port gry "Ratchet & Clank: Załoga Q" na Playstation Vitę oraz jedną część na PlayStation 4. Na podstawie serii gier powstał film animowany o tym samym tytule. Powstała także część gry na PlayStation 5 o tytule Ratchet & Clank: Rift Apart.

## Oryginalna seria

### Ratchet & Clank
Ratchet & Clank – pierwsza gra z tej serii, która zadebiutowała na świecie 4 listopada 2002, natomiast w Polsce 14 stycznia 2003. W owej grze dwaj bohaterowie: mechanik, przedstawiciel rasy Lombax Ratchet oraz robot Clank poznają się i jednoczą siły, by pokonać złego Prezesa Dreka, odnaleźć znanego herosa Kapitana Qwarka mogącego im w tym pomóc i uratować galaktykę Solana.

### Ratchet & Clank: Going Commando
Ratchet & Clank: Going Commando – druga część serii, która zadebiutowała 11 listopada 2003 roku. Bohaterowie przedostają się do galaktyki Bogon chcąc pomóc firmie Megacorp odzyskać skradziony przez tajemniczego złodzieja i gang Thugs – 4 – Less (pl. Tanie Dranie) eksperyment o nazwie Protopet.

### Ratchet & Clank: Up Your Arsenal
Ratchet & Clank: Up Your Arsenal – trzecia część serii, której premiera odbyła się 3 listopada 2004 roku. Pierwsza część serii posiadająca tryb wieloosobowy. Duet powraca do rodzimej galaktyki Solana atakowanej przez morderczą rasę Tyhrranoidów dowodzoną przez robota Dr Nefariousa (dosł. Doktora Nikczemnego) mającego wendettę do istot organicznych. Bohaterowie muszą stanąć czoła tym przeciwnościom dołączając do Załogi Q, na której czele stoi Kapitan Qwark.

### Ratchet: Gladiator
Ratchet: Gladiator (w Stanach Zjednoczonych zatytułowany Ratchet: Deadlocked) – czwarta część serii, której premiera odbyła się 25 października 2005 roku. Tym razem dwójka wraz z Wielkim Alem (członkiem Załogi Q) zostaje porwana i ubezwłasnowolniona przez grupę Eksterminatorów. Ów gang jest dowodzony przez magnata Gleemana Voxa prowadzącego program DreadZone. Bohaterowie zostali porwani, by mogli walczyć z gladiatorami w owym show. Jest to jedyna droga do ucieczki.

### Ratchet & Clank: Size Matters
Ratchet & Clank: Size Matters – piąta część serii, która swoją premierę miała początkowo na PlayStation Portable 13 lutego 2007. Jednak ostatecznie wydano ją także 11 marca 2008 roku na konsolę stacjonarną PlayStation 2. W tej części bohaterowie odkryją sekrety miniaturowej rasy Technomitów i pokonają nikczemnego Imperatora Otto mającego na celu stać się najinteligentniejszą osobą we wszechświecie.

## Seria "Future"

### Ratchet & Clank Future: Tools of Destruction
Ratchet & Clank Future: Tools of Destruction – pierwsza gra wydana na PlayStation 3, która otwiera serię "Future". Jej światowa premiera odbyła się 23 października 2007. W tej części duet przenosi się do nowej galaktyki Polaris atakowanej przez złowrogą armię Drophydów (które przypominają ryby w akwarium przymocowane do zbroi), na której czele stoi nikczemny Skalniak – Imperator Percival Tachyon mającego wendettę do Lombaksów (rasę Ratcheta). Jego zemsta polega na pomszczeniu i uratowaniu wygnanych przez Lombaksów do innego wymiaru Skalniaków oraz na zgładzeniu Ratcheta. Bohaterowie muszą uratować galaktykę przy pomocy Talwyn Apogee – córce słynnego łowcy nagród, Maxa Apogee – oraz jej dwóch robotów ochronnych – Cronka i Zephyra.

### Ratchet & Clank Future: Quest for Booty
Ratchet & Clank Future: Quest for Booty – druga gra z serii "Future" wydana 21 sierpnia 2008 roku. Tym razem Ratchet i Talwyn Apogee zamierzają skontaktować się z porwanym przez Zoni Clankiem, wykorzystując do tego "Obsydianowe Oko". Aby funkcjonowało prawidłowo potrzebna jest tzw. Gwiazda Sedna. Na drodze do odnalezienia owego przedmiotu staje załoga piratów, w której skład wchodzą Rusty Pete (Rdzawy Pietrek) oraz jej przywódca Kapitan Romulus Slag, który wskutek zostania opętanym przez ducha Kapitana Angstroma Darkwatera stał się "Slagwaterem".

### Ratchet & Clank Future: A Crack in Time
Ratchet & Clank Future: A Crack in Time – trzecia część serii "Future" wydana w Europie 6 listopada 2009 roku. W tej części Ratchet kontynuuje poszukiwanie jego najlepszego przyjaciela, porwanego przez Zoni Clanka. Na jego drodze staje Dr Nefarious, śmiertelny wróg duetu, mający na celu odwrócenie biegu wydarzeń używając Wielkiego Zegara. Wtedy "bohaterowie zostaną zgładzeni, a złoczyńcy zatriumfują", co oczywiście źle się skończy dla wszechświata. Pomagają mu w tym trzy Walkirie: Libra, Carina i ich szefowa, Cassiopeia oraz Lord Flint Vorselon. Bohaterowie muszą uratować uniwersum przed katastrofą niewyobrażalnych rozmiarów, a przy czym poznają swoich pobratymców uznawanych za zmarłych: Ratchet poznaje Generała Alistera Azimutha – najlepszego przyjaciela jego zmarłego ojca Kadena, a Clank – Orvusa, przywódcę wszystkich Zoni i ... jego ojca.

### Ratchet & Clank: Into the Nexus
Ratchet & Clank: Into the Nexus – finał serii "Future" i najnowsza część cyklu wydana 13 listopada 2013 roku. Przedstawiciele rasy Zmorków: Vendra Prog i jej brat bliźniak Neftin mają za zadanie przyprowadzić ich pobratymców do tego wymiaru, korzystając ze Szczelinatora mogącego zniszczyć w ten sposób wszechświat. Ratchet i Clank muszą temu zapobiec wyganiając Zmorki do ich wymiaru i aresztując bliźniaków za ich czyny (m.in. za wysadzenie Cronka i Zephyra).
| Gra                                          | GameRankings              | Metacritic        |
| -------------------------------------------- | ------------------------- | ----------------- |
| Ratchet & Clank                              | 89.88%                    | 88                |
| Ratchet & Clank: Going Commando              | 90.64%                    | 90                |
| Ratchet & Clank: Up Your Arsenal             | 91.41%                    | 91                |
| Ratchet: Deadlocked                          | 82.68%                    | 81                |
| Ratchet & Clank: Size Matters                | (PSP) 85.42% (PS2) 64.14% | (PSP) 85 (PS2) 62 |
| Ratchet & Clank Future: Tools of Destruction | 88.59%                    | 89                |
| Ratchet & Clank Future: Quest for Booty      | 77.80%                    | 76                |
| Ratchet & Clank Future: A Crack in Time      | 87.85%                    | 87                |
| Ratchet & Clank: 4 za Jednego                | 71,44%                    | 70                |